# میلتاون (کنتاکی)
میلتاون (به انگلیسی: Milltown) یک منطقهٔ مسکونی در ایالات متحده آمریکا است که در شهرستان ادیر، کنتاکی واقع شده‌است. میلتاون ۱۹۲٫۹۴ متر بالاتر از سطح دریا واقع شده‌است.